# Stadswallen van Damme

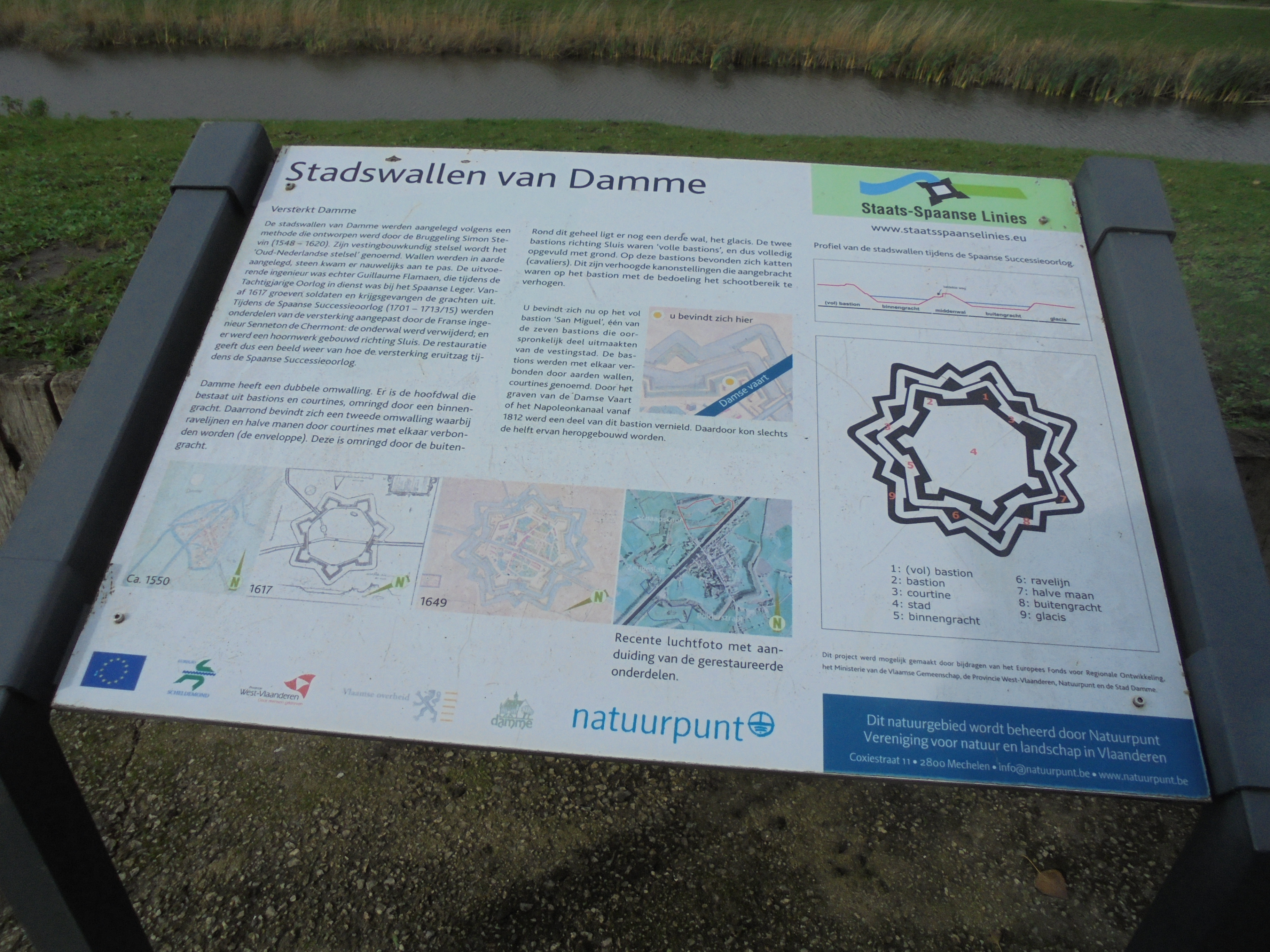

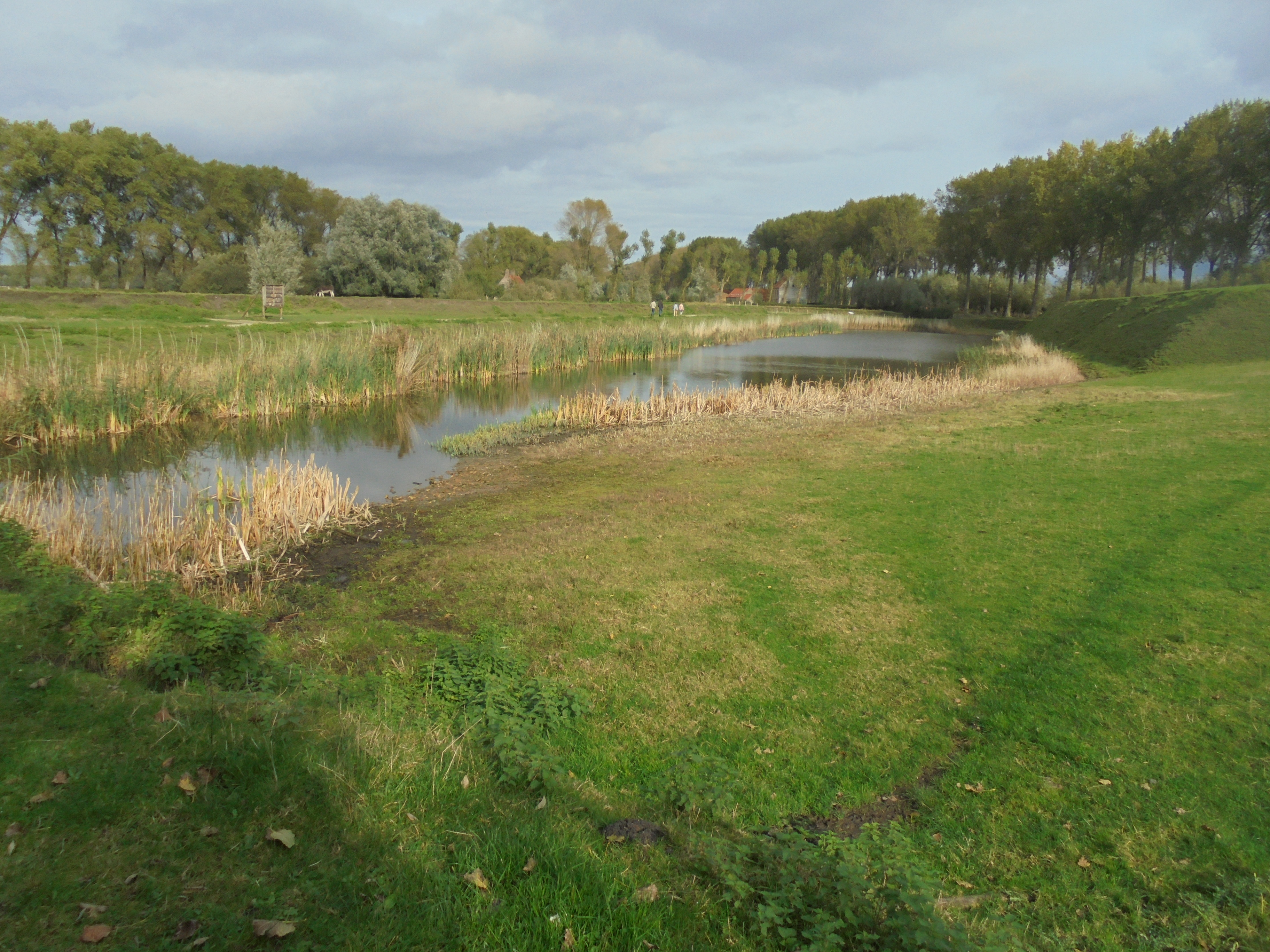

De Stadswallen van Damme zijn een natuurgebied van 140 hectare groot gelegen bij de Wallen van Damme te Damme. Het gebied bevat de grachten van de omwalling naast moerasbossen en verlandingsbiotoop. 

## Geschiedenis
In de 17e eeuw was Damme een versterkte stad (Staats-Spaanse Linies), met een typisch stervormig grondplan. Het was tot in de 19e eeuw een belangrijke garnizoensplaats. 
De vestingwerken zijn nu gedeeltelijk verdwenen, maar het grondplan is in de omliggende polders nog duidelijk zichtbaar vanop de toren van de Onze-Lieve-Vrouwekerk. Er is ook een gedeelte dat wel nog zichtbaar is en bewandeld kan worden. 
Deze stadswallen worden sinds 1982 beheerd door Natuurpunt. Het gebied is Europees beschermd als onderdeel van Natura 2000-gebied 'Polders' (BE2500002).

## Fauna en flora
FaunaVoorkomende soorten zijn onder andere de rietzanger, waterral, dodaars, kleine karekiet en poelkikker, gewone pad, bruine kikker.
FloraBlaasjeskruid riet en moerasvaren.